# 23. svibnja
23. svibnja (23. 5.) 143. je dan godine po gregorijanskom kalendaru (144. u prijestupnoj godini).
Do kraja godine imaju još 222 dana.

## Događaji
- 1514. – u Mađarskoj počela seljačka buna pod vodstvom plemića Györgya Dossa. Uz mađarske seljake, koji su tražili povratak starih prava, stali su i Srbi iz južne Ugarske i hrvatski seljaci u Srijemu.

- 1526. – Papa Klement VII. je pristupio Svetoj ligi Francuske, Venecije i Milana protiv rimsko-njemačkog Cara Karla V.
- 1568. – Nizozemska je proglasila neovisnost od Španjolske
- 1618. – Pobunom Čeha u Pragu protiv habsburškog cara Ferdinanda II. počeo je Tridesetogodišnji rat
- 1844. – Poslana prva poruka na Morseovoj abecedi
- 1853. – Grad Buenos Aires se odcijepio od Argentine, da bi se 1859. ponovno vratio u njen sastav
- 1915. – Prvi svjetski rat: Italija je prešla na stranu Antante nakon objave rata Austro-Ugarskoj
- 1920. – Osnovana Komunistička partija Indonezije
- 1933. – Ubijeni Bonnie i Clyde
- 1939. – Britanski parlament usvojio plan o stvaranju nezavisne palestinske države do 1949. godine u kojoj bi zajedno živjeli Arapi i Židovi.
- 1949. – Proglašena SR Njemačka s glavnim gradom Bonnom
- 1951. – Kina anektirala Tibet
- 1960. – Agenti Mossada uhitili u Argentini Adolfa Eichmanna. Sastav The Everly Brothers objavljuje svoj prvi singl "Cathy's Clown" za izdavačku kuću Warner Brothers. Singl je na američkim top ljestvica bio punih pet tjedana na prvom mjestu te je njihov posljednji koji se našao u top 5 istih ljestvica.
- 1971. – U potresu koji je razorio grad Bingol u Turskoj poginulo je više od tisuću ljudi
- 1971. – U zrakoplovnoj nesreći na Krku poginulo je 78 osoba, među njima i hrvatski književnik Josip Pupačić (Moj križ svejedno gori)
- 1991. – Objavljeni rezultati povijesnog referenduma o samostalnosti Republike Hrvatske
- 2002. – U valu vrućina koje je zahvatilo Indiju umrlo je više od tisuću ljudi; temperatura je dosegla 51°C

| - 1707. – Carl von Linne, švedski botaničar († 1778.) - 1741. – Andrea Luchesi, talijanski skladatelj († 1801.) - 1823. – Ante Starčević, hrvatski političar († 1896.) - 1878. – Marija Celina od Prikazanja, francuska redovnica († 1897.) - 1891. – Pär Lagerkvist, švedski književnik († 1974.) | - 230. – Papa Urban I. - 1125. – Henrik V., njemačko-rimski car (* 1086.) - 1841. – Franz Xaver von Baader, njemački filozof (* 1765.) - 1857. – Augustin Louis Cauchy, francuski matematičar (* 1789.) - 1906. – Henrik Ibsen, norveški književnik (* 1828.) - 1920. – Svetozar Borojević, jedini Hrvat s činom feldmaršala u Austro-Ugarskoj (* 1856.) - 1938. – Anatolij Rjabov, erzjanski jezikoslovac (* 1894.) - 1945. – Heinrich Himmler, šef njemačkog Gestapa - 1971. – Josip Pupačić, hrvatski književnik (* 1928.) |

## Blagdani i spomendani
- Svjetski dan kornjača

## Imendani
- Imendan: Željko